# Wilhelm Ebstein
Wilhelm Ebstein (ur. 27 listopada 1836 w Jaworze, zm. 22 października 1912 w Getyndze) – niemiecki lekarz żydowskiego pochodzenia.

## Życiorys
Wilhelm Ebstein pochodził z niemiecko-żydowskiej, kupieckiej rodziny z Dolnego Śląska. Studiował medycynę we Wrocławiu, gdzie jego nauczycielem był m.in. Friedrich Theodor von Frerichs oraz w Berlinie pod okiem Rudolfa Virchowa i Moritza Heinricha Romberga. Studia ukończył w 1859 r. i podjął pracę we wrocławskim Szpitalu Wszystkich Świętych. W 1868 r. został ordynatorem w miejskim przytułku dla ubogich. W 1869 roku habilitował się, a w 1874 r. został mianowany profesorem w klinice chorób wewnętrznych w Getyndze. Z wielką energią i zaangażowaniem poświęcił się dydaktyce, badaniom naukowym oraz rozbudowie szpitala. Odszedł na emeryturę w 1906 r.
Do jego naukowych zainteresowań należały choroby metaboliczne. Za życia był uważany na całym świecie za jednego z najważniejszych specjalistów w tej dziedzinie. Autor 237 artykułów naukowych z dziedziny medycyny, w tym 12 dotyczących kardiologii. Mimo to znany jest najbardziej z opisanej podczas pracy we Wrocławiu w 1864 r. rzadkiej wrodzonej wady zastawki trójdzielnej serca znanej jako anomalia Ebsteina. Artykuł ten za jego życia pozostał niezauważony, a dopiero w 1927 r. powstał eponim od jego nazwiska.
Ożenił się z Elfriede Nicolaier, miał dwójkę dzieci: lekarza Ericha (1880–1931) i Amalie (1876–1943), która zginęła w czasie II wojny światowej w niemieckim obozie przejściowym Westerbork w okupowanej Holandii.

## Ważniejsze publikacje
- De mutationibus cocti crudique amyli fluifo oris tractati. (praca doktorska) Berlin, 1859.
- Die Recidive des Typhus. (Dysertacja habilitacyjna). Breslau, 1869.
- "Die Fettleibigkeit", etc., VII ed., Wiesbaden, 1887
- "Das chronische Rückfallsfieber, eine neue Infectionskrankheit." Berl Klin Wochenschr 1887;24:565-8
- "Fett oder Kohlenhydrate", Wiesbaden, 1885
- "Wasserentziehung und Anstrengende Muskelbewegungen," ib. 1885
- "Nierenkrankheiten Nebst den Affectionen der Nierenbecken und der Urnieren", in Von Ziemssen's "Handbuch der Speziellen Pathologie und Therapie", II ed., vol. IX.
- "Über Drüsenepithelnekrosen beim Diabetes mellitus mit besonderer Berücksichtigung des diabetischen Coma. Deutsches Archiv für klinische Medicin, Lipsk, 1880–1881, 28: 143–242.
- "Über die acute Leukämie und Pseudoleukämie." Deutsches Archiv für klinische Medicin, Lipsk, 1889
- "Traumatische Leukämie," w "Deutsche Med. Wochenschrift," 1894
- "Handbuch der Praktischen Medizin," ib. 1899
- "Die Medizin im Alten Testament," Stuttgart, 1901
- "Handbuch der Praktischen Medizin," (wraz z Gustavem Schwalbe), ib. 1901
- "Die Krankheiten im Feldzuge gegen Russland," ib. 1902
- "Dorf- und Stadthygiene," ib. 1902
- "Die Medizin in Bibel und Talmud" ib. 1903.

## Eponimy medyczne związane z W. Ebsteinem
- Anomalia Ebsteina – wrodzona wada serca dotycząca zastawki trójdzielnej.[3][4]
- Gorączka Pela-Ebsteina – cykliczny wzrost temperatury ciała w przebiegu ziarnicy złośliwej[5].
- Nefropatia Armanniego–Ebsteina – szczególna postać późnej cukrzycowej choroby nerek.
- Choroba Ebsteina – szkliste zwyrodnienie i martwica komórek nabłonka cewek nerkowych występująca u chorych na cukrzycę[6].

Wilhelma Ebsteina nie należy mylić z brytyjskim wirusologiem Michaelem Epsteinem (ur. 1921), który był jednym z odkrywców wirusa Epsteina-Barr.

## Upamiętnienie
W 2019 r. W. Ebsteina uhonorowano popiersiem dłuta Tomasza Rodzińskiego odsłoniętym w Muzeum Regionalnym w Jaworze.